# Corrida da Cavalaria
A Corrida da Cavalaria, realizada em 10 de maio de 2008, foi uma prova comemorativa dos 200 anos do Patrono da Arma de Cavalaria, Marechal Osório, do 5° Regimento de Carros de Combate, realizada na cidade de Rio Negro, Paraná, Brasil.
Tendo um percurso de 8 km para a corrida e de 5 km para a caminhada, o evento contou com a participação de civis e militares de toda a região sul do país.